# Hochheimer Hofmeister
Der Hochheimer Hofmeister ist eine Rheingauer Weinlage im Gebiet der Stadt Hochheim am Main und gehört zur Großlage Daubhaus im Weinanbaugebiet Rheingau.

## Namensursprung
Der Name dieser 34 Hektar großen Lage stammt von den Besitzrechten des erzbischöflichen Hofmeisters von 1363.

## Weinlage
Die Böden bestehen aus Lösslehm und Lössen mit tertiären kiesigen Mergeln.
Die von hier stammenden Weine sind elegant und verfügen über feine Säure, die Aromen entfalten sich erst nach einer bestimmten Reife.